# Весель Косеский, Йован
Йован Весель Косеский (настоящие имя и фамилия — Янеш (Янец) Весель) (словен.  Jovan Vesel Koseski; 12 сентября 1798, с. Сподне Косезе, Герцогство Крайна, Австрийская империя (ныне Средняя Словения) — 26 марта 1884, Триест) — словенский поэт эпохи романтизма, переводчик, юрист.

## Биография
Изучал право в университетах Граца и Вены. Бо́льшую часть своей жизни жил в Триесте, где работал в финансовых учреждениях.
Писал стихи со студенческих лет, в основном, на немецком языке. В 1818 году его сонет «Potažba» стал первым в истории, опубликованным на словенском языке.
Известным стал около 1840 г., когда в «Новицах» он опубликовал свою оду «Slovenja Caru Ferdinandu» («Словения императору Фердинанду»), посвященный императору Австрии Фердинанду I. В произведении поэт описывает историю словенских земель, начиная с древнеримских времён. Ода считается его лучшей работой.
Стихотворения Й. Косеского на словенском сразу выдвинули его на первое место в ряду поэтов Крайны и национальных лидеров. Поэзия его проникнута любовью к отечеству и живой фантазией.
Й. Косеский много переводил из немецких и русских поэтов — Г. Державина, К. Рылеева, А. Пушкина, М. Лермонтова, А. Хомякова и др.
Сочинения Й. Косеского под заглавием «Razne dila pesniške in igrokazne» изданы в Любляне в 1870 г.
Его стихотворение «Slovenja», опубликованное в 1844 году, долгое время считалось первым печатным упоминанием о Словении, однако позже было установлено, что приоритет принадлежит российскому историку и публицисту Ю. И. Венелину, который в 1841 г. издал в Москве книгу «Древние и нынешние словенцы».